# 과학 정책
과학 정책(科學政策, 영어: science policy)은 과학과 기술의 관리, 이용, 발전에 관한 정책이다.

## 세부 연구분야
- 연구개발정책 (Research Policy)
- 혁신정책 (Innovation Policy)
- 과학기술인력정책
- 기술정책

## 주요학자
- 크리스토퍼 프리만(Christopher Freeman)
- 에드윈 맨스필드(Edwin Masfield)
- 리처드 넬슨(Richard Nelson)
- 죠반니 도시(Giovanni Dosi)
- 배리 보즈만(Barry Bozeman)

## 주요용어
- 혁신 (innovation)
- 혁신체계 (innovation systems)
- knowledge spillovers
- triple helix

## 같이 보기
- 증거기반정책
- 메타과학
- 오픈 액세스
- 운용과학
- 과학기술정책실 (백악관)
- 특허